# Ortucchio
Ortucchio – miejscowość i gmina we Włoszech, w regionie Abruzja, w prowincji L’Aquila.
Według danych na rok 2004 gminę zamieszkiwało 1977 osób, 56,5 os./km².